# Pimoa vera
Pimoa vera är en spindelart som beskrevs av Willis J. Gertsch 1951. Pimoa vera ingår i släktet Pimoa och familjen Pimoidae. Inga underarter finns listade i Catalogue of Life.